# The Abysmal Brute
The Abysmal Brute («El bruto abismal» en español) es una novela del escritor estadounidense Jack London, publicada en forma de libro en 1913. Es una novela corta y podría considerarse una novela corta. Apareció por primera vez en septiembre de 1911 en la revista Popular Magazine.
En la historia, un hombre que se crio en una cabaña y que es un recién llegado a la sociedad, encuentra el éxito como boxeador y reconoce las prácticas corruptas en el boxeo profesional.

## Trasfondo
En 1910, cuando se escribió la historia, London se había convertido en un escritor famoso, pero le preocupaba haber agotado sus ideas. The Abysmal Brute se basó en uno de los varios esquemas argumentales que compró a Sinclair Lewis, un admirador de London que estaba al comienzo de su carrera.
Otras historias de Jack London sobre el boxeo son su novela The Game, publicada en 1905, su cuento corto «A Piece of Steak» de 1909 y su cuento corto «The Mexican» de 1911.

## Resumen
Sam Stubener, un mánager de boxeo en San Francisco, viaja a una cabaña de madera remota en el norte de California tras recibir una carta del boxeador retirado Pat Glendon, quien vive allí con su hijo, Pat Glendon Jr., un joven boxeador prometedor. Pat Jr. pelea bien; de lo contrario, sabe poco de la vida en la ciudad; caza y pesca en el bosque, lee poesía y evita a las mujeres.
Sam trae a Pat Jr. de regreso a San Francisco. Aunque Sam y Pat saben que él podría ganar una pelea con un boxeador superior, las convenciones del boxeo requieren que Pat comience con un boxeador de rango inferior. En sus primeras tres peleas, noquea a su oponente inmediatamente con un solo golpe. Sam le dice a Pat que haga que sus peleas duren más; ya que Pat dice que él es el amo de su oponente «en cualquier centímetro o segundo de la pelea», acuerdan en qué asalto ocurrirá el nocaut.
La carrera de Pat despega, ganando peleas en todo el mundo. Los periódicos, que interpretan su desapego del mundo real como insociabilidad, lo llaman The abysmal brute («El bruto abismal»). Sam lo protege de la corrupción en el boxeo. Pat no sabe que Sam está usando su conocimiento del momento del nocaut en un sindicato de apuestas.
Pat es entrevistado por Maud Sangster, periodista de una familia de millonarios, en Cliff House, San Francisco. Inmediatamente se enamoran. Maud le dice que ha escuchado en qué asalto noqueará a su oponente en su próxima pelea, y Pat se pregunta cómo se conoció su acuerdo con Sam. Él le dice que el nocaut será en una ronda posterior; esto será un secreto. Cuando su oponente es noqueado en la ronda originalmente acordada con Sam, Maud se enoja con Pat. Él le dice que su oponente fingió el nocaut; está empezando a darse cuenta de la corrupción en el juego y dice que está dejando el boxeo, aunque Sam ha organizado una pelea contra el boxeador Tom Cannam.
Pat y Maud se casan; su luna de miel se pasa en el bosque y las montañas. Decide regresar para la pelea con Cannam. El evento, promovido como una ocasión importante, comienza con discursos de leyendas del boxeo a los que, inesperadamente, agrega el suyo, en el que describe la corrupción en el box. Esto tiene un efecto sensacional; Pat noquea a Cannam en la primera ronda, y el evento termina en un alboroto.

## Adaptaciones cinematográficas

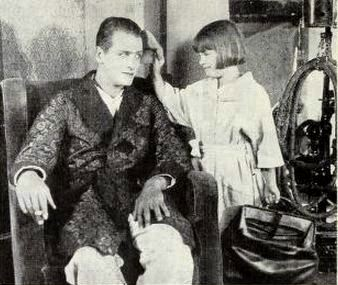
El actor Reginald Denny siendo aplicado maquillaje por su hija, en el set de The Abysmal Brute.

The Abysmal Brute, basada en la novela, fue realizada en 1923; contó con Reginald Denny como Pat Glendon Jr., Mabel Julienne Scott como Maud Sangster y Hayden Stevenson como Sam Stubener.
Conflict es una película de 1936 basada en la novela y protagonizada por John Wayne como Pat Glendon Jr., Jean Rogers como Maud Sangster y Frank Sheridan como Sam Stubener.